# Internationale Filmfestspiele Berlin 1972
Die Internationalen Filmfestspiele Berlin 1972 fanden vom 23. Juni bis zum 4. Juli 1972 statt.
Die Bundesrepublik Deutschland freute sich in diesem Sommer auf die bevorstehenden Olympischen Sommerspiele in München. Das Internationale Forum des jungen Films schien sich zu etablieren. Dennoch war der Kontrast zwischen den Galavorstellungen des Wettbewerbes und den diskussionsfreudigen Veranstaltungen im Forum immer noch immens groß. Die Filmindustrie bekam in Berlin in diesem Jahr eine größere Plattform mit der Internationalen Fachmesse für Film, Tele- und Audiovision, die erstmals auf dem Messegelände am Berliner Funkturm stattfand.

## Wettbewerb
Folgende Filme wurden auf der Berlinale 1972 im Wettbewerb gezeigt:
| Filmtitel                              | Regisseur                | Produktionsland        | Darsteller (Auswahl)                                           |
| Die alte Frau                          | Jean-Pierre Blanc        | Frankreich, Italien    | Annie Girardot, Philippe Noiret, Marthe Keller                 |
| Die Audienz                            | Marco Ferreri            | Frankreich, Italien    | Claudia Cardinale, Ugo Tognazzi, Vittorio Gassman              |
| Das Austerndorf                        | Jin-woo Jeong            | Südkorea               |                                                                |
| Die bitteren Tränen der Petra von Kant | Rainer Werner Fassbinder | Deutschland            | Margit Carstensen, Hanna Schygulla, Katrin Schaake, Eva Mattes |
| Ein charmanter Gauner                  | Alain Levent             | Frankreich             | Jacques Brel                                                   |
| Den Forsvundne fuldmægtig              | Gert Fredholm            | Dänemark               | Ove Sprogøe                                                    |
| Hammersmith is out                     | Peter Ustinov            | USA                    | Elizabeth Taylor, Richard Burton, Peter Ustinov, Beau Bridges  |
| Das Haus ohne Grenzen                  | Pedro Olea               | Spanien                | Geraldine Chaplin, Viveca Lindfors                             |
| Honeymoon                              | Claes Lundberg           | Schweden               |                                                                |
| Hospital                               | Arthur Hiller            | USA                    | George C. Scott, Diana Rigg                                    |
| João und das Messer                    | George Sluizer           | Brasilien, Niederlande |                                                                |
| Lukket avdeling                        | Arnljot Berg             | Norwegen               |                                                                |
| Man sku være noget ved musikken        | Henning Carlsen          | Dänemark               |                                                                |
| Olympia – Olympia                      | Jochen Bauer             | Deutschland            | Dokumentarfilm                                                 |
| Pasolinis tolldreiste Geschichten      | Pier Paolo Pasolini      | Italien, Frankreich    | Hugh Griffith, Laura Betti                                     |
| The Possession of Joel Delaney         | Waris Hussein            | USA                    | Shirley MacLaine                                               |
| Das Rendezvous                         | Kōichi Saitō             | Japan                  | Keiko Kishi                                                    |
| Reshma Aur Shera                       | Sunil Dutt               | Indien                 | Waheeda Rehman, Sunil Dutt, Vinod Khanna                       |
| Untersuchungshaft                      | Nanni Loy                | Italien                | Alberto Sordi                                                  |
| Top of the Heap                        | Christopher St. John     | USA                    |                                                                |
| Tragovi crne devojke                   | Zdravko Randic           | Jugoslawien            |                                                                |
| Weder bei Tag noch bei Nacht           | Steven Hilliard Stern    | Israel, USA            |                                                                |
| Weekend eines Champions                | Frank Simon              | Großbritannien         | Dokumentarfilm mit Roman Polański, Jackie Stewart              |

## Internationale Jury
Eleanor Perry aus den USA war in diesem Jahr Jury-Präsidentin. Sie stand folgender Jury vor: Tinto Brass (Italien), Julio Coll (Spanien), Francis Cosne (Frankreich), Fritz Drobilitsch-Walden (Österreich), Hans Hellmut Kirst, Herbert Obscherningkat (beide Bundesrepublik Deutschland) und Rita Tushingham (Großbritannien).

## Preisträger
- Goldener Bär: Pasolinis tolldreiste Geschichten
- Silberne Bären:
  - The Hospital (Sonderpreis der Jury)
  - Jean-Pierre Blanc (Beste Regie)
  - Peter Ustinov (Spezialpreis für die Originalität seines künstlerischen Gesamtwerks)
  - Elizabeth Taylor in Hammersmith is out (Beste Darstellerin)
  - Alberto Sordi in Untersuchungshaft (Bester Darsteller)

## Weitere Preise
- FIPRESCI-Preis (Wettbewerb): Die Audienz von Marco Ferreri
- FIPRESCI-Preis (Forum): Familienleben von Ken Loach